# Высотка (фильм, 2015)
«Высотка» (англ. High-Rise) — британский фильм режиссёра Бена Уитли. Сценарий основан на одноимённом романе 1975 года Джеймса Балларда. Мировая премьера состоялась на Кинофестивале в Торонто в сентябре 2015 года.

## Сюжет
В вводной сцене доктор Роберт Лэнг (Том Хиддлстон) находит белую швейцарскую овчарку, зажаривает её и съедает на балконе своих апартаментов. Затем действие перемещается на три месяца ранее.
Лондон, 1975 год. После смерти своей сестры молодой доктор Роберт Лэнг переезжает на 25-й этаж нового элитного высотного жилого комплекса, спроектированного архитектором Энтони Ройялом (Джереми Айронс). Высотка даёт своим жильцам все удобства, которые может предложить современная жизнь: внутри есть бассейн, собственная школа и супермаркет, соединённые с жилыми зонами высокоскоростными лифтами. Таким образом здание изолирует жильцов от внешнего мира — им нужно покидать высотку лишь для того, чтобы идти на работу. Это подталкивает их к созданию своего, закрытого общества. Хорошо заметна классовая система: высший класс, занимающий верхние этажи, специалисты и интеллигенция на средних, и менее обеспеченный средний класс на нижних.
После встречи с помощницей Ройяла Шарлоттой Мелвилл (Сиенна Миллер) Лэнг идёт на вечеринку в апартаментах Шарлотты этажом выше. Утром ему предлагают встретиться с Ройялом. Он приглашает его на вечеринку, устроенную его женой Анной (Кили Хоус). На вечеринке Лэнг обнаруживает, что присутствующие одеты в стиле восемнадцатого века. Анна шутит о несоответствии Лэнга дресс-коду, и помощник Ройяла вышвыривает его в лифт. Внезапно отключается электричество, и лифт застревает. Технические сбои начинают происходить во всей высотке, мусоропроводы забиваются. После игры в сквош с Лэнгом архитектор объясняет, что системы просто тестируются.
Позже Лэнг получает результаты томографии своего ученика Манро (Aвгуст Прю), который упал в обморок во время вскрытия головы шизофреника. Манро также проживает в высотке, на вечеринке Анны он смеялся над Лэнгом. Лэнг врёт Манро, что он «обнаружил кое-что в его мозге».
Лэнг посещает детскую вечеринку в честь дня рождения на втором этаже с Ричардом Уайлдером (Люк Эванс) и его беременной женой Хелен (Элизабет Mосс), с которыми он познакомился на вечеринке Шарлотты. После того, как Хелен говорит, что детей выгнали из бассейна за шумное поведение, Уайлдер ведёт всех детей в бассейн, прерывая вечеринку актрисы с верхних этажей Анны Шеридан (Сиенна Гиллори). В это время в очередной раз отключается свет, и Уайлдер топит собаку актрисы. Нетрезвый Манро прыгает с балкона и разбивается насмерть. Наутро разгневанный Уайлдер заходит к Лэнгу, говоря, что до сих пор после смерти Манро «не было слышно ни одной сирены».
Жизнь в высотке начинает быстро деградировать из-за продолжающихся сбоев электричества, бытовых ссор и нарастающего межклассового конфликта. Стороны захватывают коридоры. После окончательного выхода из строя инфраструктуры мусор скапливается вокруг высотки, а супермаркет почти пуст. Лэнг постепенно отвлекается от работы в Лондоне, становясь более жестоким по возвращении в высотку.
Со временем большинство жильцов прекращают работать, проводя все время в высотке. В конце концов они делятся на жестокие «племена». Один из жильцов, Пенборн (Джеймс Пьюрфой), предлагает избить Уайлдера и разграбить супермаркет, чтобы обеспечить лучшую вечеринку. Снимая бой на камеру, Уайлдер был жестоко избит и выброшен на улицу.
К Лэнгу заходит Хелен, они занимаются сексом, и у них образовываются романтические отношения. Когда она уходит, Пенборн забирает её наверх, чтобы она заменила домработницу. Лэнг получает от Пенборна письмо, где он просит его сделать Уайлдеру лоботомию. Телеведущий Косгров — единственный, кто ходил на работу, — по пути домой похищен и убит жителями нижних этажей.
Уайлдер просыпается посреди парковки и решает узнать, кто архитектор, чтобы найти его и убить. По стечению обстоятельств он встречает Ройяла в вестибюле, когда он объясняет полицейским, что в здании все в порядке. Уайлдер поднимается выше, по дороге ему рассказывают, что Шарлотта — помощница Ройяла, и выдают пистолет. Уайлдер заходит в квартиру Шарлотты и измывается над ней, чтобы узнать дорогу в пентхаус архитектора. После отказа Лэнга провести Уайлдеру лоботомию Пенборн хватает его и пытается сбросить с крыши, но Ройял приказывает оставить его в покое, иначе ему не с кем будет играть в сквош.
Лэнг и Ройял обедают (подразумевается, что человеческим или лошадиным мясом), говорят о провале проекта и, в конечном итоге, его успехе. Женщины на верхних этажах, включая Хелен, начинают работу по созданию более подходящей модели управления высоткой. Хелен рожает переношенного ребёнка.
Уайлдер добирается до пентхауса и убивает Ройяла после потасовки. Женщины вместе закалывают Уайлдера.
Далее следует сцена с собакой, с которой начинался фильм. Женщины наверху создали новый тип общества, Лэнг заботится о раненых, затем ложится с Шарлоттой на руках, говоря, что готов встретить людей из строящихся высоток по соседству. Фильм заканчивается сценой, в которой сын Шарлотты слушает по радио речь Маргарет Тэтчер.

## В ролях
- Том Хиддлстон — Роберт Лэнг
- Джереми Айронс — Энтони Ройял
- Сиенна Миллер — Шарлот Мелвиль
- Люк Эванс — Ричард Уайлдер
- Элизабет Мосс — Хелен Уайлдер
- Джеймс Пьюрфой — Пенборн
- Кили Хоус — Энн Ройал
- Сиенна Гиллори — Джейн Шеридан
- Рис Шерсмит — Стил
- Стэйси Мартин — Фэй

## Критика
Фильм получил преимущественно положительные оценки кинопрессы. На сайте Rotten Tomatoes фильм имеет рейтинг 60 % на основе 224 рецензий со средним баллом 6,5 из 10.
Крис Тилли из IGN присвоил фильму 7 баллов из 10, заявив: «Приятно мрачная и тревожная адаптация одного из лучших произведений Дж. Г. Балларда». В обзоре для Architects Journal Лаура Марк была впечатлена «фантастической» графикой, но отметила отсутствие сюжета. Марк также заявила, что «изображенная антиутопия отражает текущие опасения по поводу джентрификации и разделения».